# Campamento romano de La Cheppe
El campamento romano u oppidum de La Cheppe, también conocido como Vetus Catalaunum (Vieja Catalón o Viejo Catalaun), o también como El Campo de Atila, es un antiguo asentamiento celta, situado en el término municipal de La Cheppe (actual Francia), en el departamento de Marne.

## Toponimia
La mención escrita más antigua del lugar, del 850 dC, lo cita como Vetus Catalaunum, es decir Viejo Catalaun o Vieja Catalón (actualmente conocido como Vieux Chalons, por considerarse la zona más antigua de la villa de Châlons-en-Champagne, capital de la actual Champaña francesa, antiguamente llamada Catalón o Durocatalaunum). Se cree que es precisamente en esta zona a las afueras de Chàlons donde estaba exactamente Durocatalaunum o Catalaunum, la capital del pueblo galo de los Catalaunos ( Catalauni ). Estos galos catalauni que algunos expertos, como los franceses Fabien Regnier y Jean-Pierre Drouin, en su libro titulado Les peuples fondateurs à l'origine de la Gaule, consideran los antepasados de los actuales catalanes de la península ibérica. En este emplazamiento, pues, de gran importancia histórica, la mayoría de estudiosos creen que se produjo el trascendental enfrentamiento de los ejércitos romanos y galos contra la armada de los hunos de Atila . Es por este motivo que el sitio se relaciona con los Campos Cataláunicos y que, a partir del siglo XVII, fue también conocido con el nombre de "Campo de Atila". 
Como oppidum, además, se cree que también sirvió también de asentamiento militar a los romanos.
El sitio de La Cheppe, por otro lado, también es conocido como Fanomin, por estar consagrado a la diosa Fanum Minervae, es decir, por haber acogido un templo dedicado a la diosa Minerva . Con este nombre figura en el Itinerarío de Antoni y, debido a un error de transcripción, también en la Mesa de Peutinger (antiguamente conocida como la Mesa de Teodosiano).

## Campo de Atila

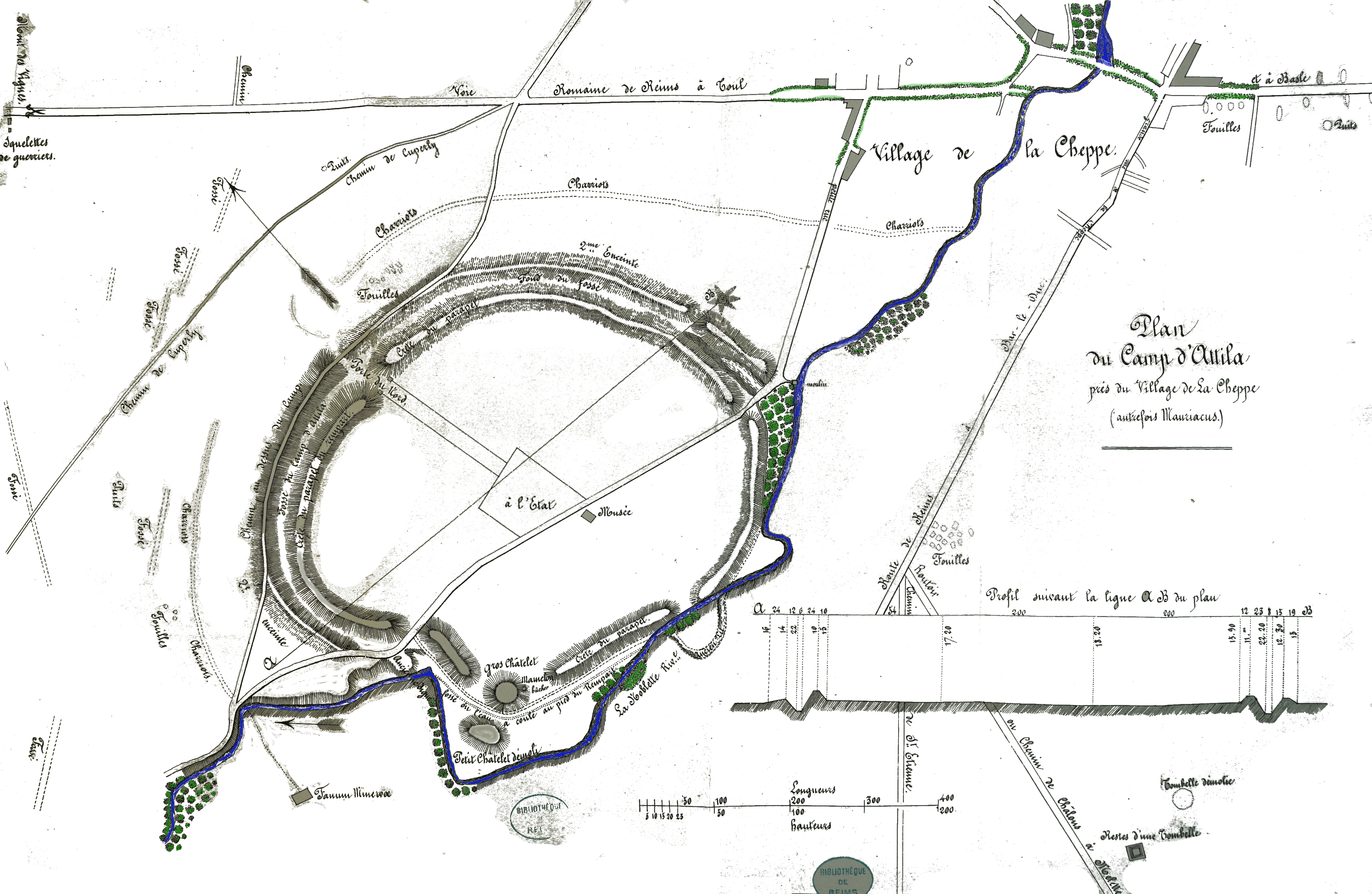
El campamento levantado en el s., con el túmulo, los pozos...

El lugar llamado "Campo de Atila" y sus alrededores serían, según la mayoría de investigadores, el lugar donde se produjo la famosa e importante Batalla de los Campos Cataláunicos, que habría tenido lugar en el año 451 dC, y donde se enfrentaron varios miles de hombres. La lucha principal habría tenido lugar en una colina llamada el Ahan de los diablos. Se cree que el nombre de Ahan proviene del ruido que hacían los soldados para enterrar a sus muertos. 
Si bien es posible que este sitio relacione con Atila y con los Campos Catalàunicos, hay que decir que del paso de Atila no queda ningún rastro y ninguna fuente histórica se refiere directamente a él.
Sin embargo, este vasto recinto protohistórico llamado "Campo de Atila", que data del siglo I aC, se cree que también fue un vestigio de un oppidum galo, ocupado entonces por los romanos, de unas treinta hectáreas . La forma es elíptica, con fortificaciones, terraza y acequias altas, de unos siete metros. Una empalizada rodeaba el campamento y las murallas hasta la cima. El campamento está a orillas del río Noblette. Sin embargo, la vegetación lleva tiempo recuperando sus derechos y rodea el campamento con una gruesa barrera de árboles, creando un lugar tranquilo y alejado del mundo.
En la Edad Media se construyeron dos túmulos medievales. En la región, se hablaba de este oppidum como el Vetus Catalaunum, el antiguo Catalón que dio lugar al actual Châlons-sur-Marne o actual Châlons-en-Champagne. El nombre de Campo de Atila no apareció hasta el siglo XVII.
Durante la Primera Guerra Mundial, el Campo de Atila sirvió como depósito de municiones (ver la galería de fotos en el artículo La Cheppe ).

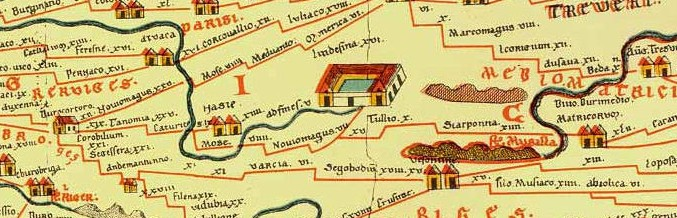
La carretera de Reims a Metz.

Esta zona tan especial de la Vetus Catalaunum se encuentra al oeste de la ciudad de La Cheppe, hacia Cuperly, entre la cama pantanosa de la ribera del río Noblette, que lo bordea al sur, y que constituye una de sus defensas naturales, y la vía romana de Reims-Toul-Metz, que lo recorre hacia el norte.

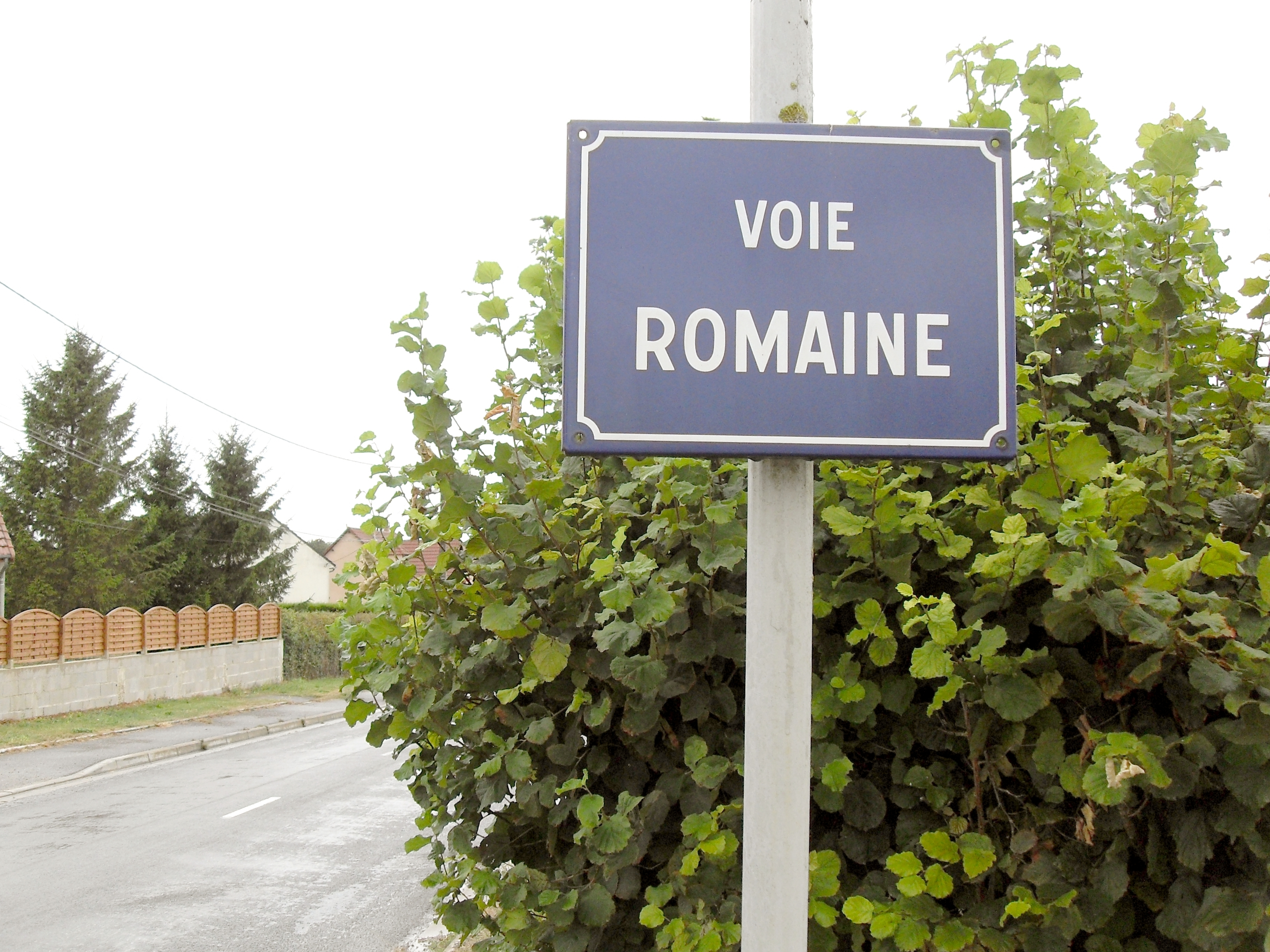
Vía romana.

La vía romana que pasa cerca de la Vetus Catalaunum, y la inmensa llanura, hacen pensar a los expertos que éste podría ser el lugar en el que se produjo la batalla contra los hunos de Atila. Sin embargo, el campamento no fue designado con el nombre de «Campo de Atila» hasta partir del siglo XVII, por Adrien Sanson, geógrafo del rey Luis XIII de Francia .

### Excavaciones

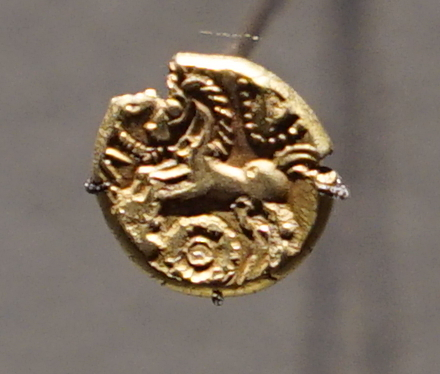
Moneda gala encontrada en La Cheppe.

Napoleón III, fascinado por la historia, hizo excavar la zona entre los años 1861 y 1865 por el profesor local PH Létaudin, quien descubrió 87 fosas calificadas como fondo de cabañas, así como una antigua necrópolis de la cultura de La Tène.
Nuevas excavaciones, realizadas a finales del s. XIX, sacaron a la luz cerámicas, collares de bronce y varias piezas de hierro forjado de la época gala, la mayoría de las cuales se conservan en el museo de Saint-Germain-en-Laye . Entre los años 1965 y 1968, J. Grasset descubrió, a los pies del túmulo del castillo incluido en el oppidum, tres sílex y cerámica que muestran su uso en época galoromana.
El campamento romano fue clasificado como monumento histórico en el año 1862.